# Hexagonalia
Hexagonalia is een geslacht van kreeftachtigen uit de klasse van de Malacostraca (hogere kreeftachtigen).

## Soorten
- Hexagonalia brucei (Serène, 1973)
- Hexagonalia laboutei Galil, 1997
- Hexagonalia unidentata Castro, 2005